# Fórum de Governadores da Amazônia Legal
O Fórum de Governadores da Amazônia Legal é um fórum anual dos governadores dos estados brasileiros que compõem a denominada Amazônia Legal, criado para discutir propostas comuns de desenvolvimento sustentável, que possam ser implementadas pelos nove estados que compõem a região.
Ao final de cada encontro, os governadores elaboram uma carta contendo as principais demandas comuns a todos os estados, que é levada à sociedade civil e aos Poderes constituídos.
A atual área de abrangência da Amazônia Legal corresponde à totalidade dos estados do Acre, Amapá, Amazonas, Mato Grosso, Pará, Rondônia, Roraima e Tocantins e parte do estado do Maranhão (a oeste do meridiano de 44º de longitude oeste), perfazendo uma superfície de aproximadamente 5 217 423 quilômetros quadrados correspondente a cerca de 61% do território brasileiro. 
O primeiro fórum ocorreu em Belém em maio de 2008. 

## Edições
A primeira reunião ocorreu em 30 de maio de 2008, em Belém, e contou com a presença do presidente Luiz Inácio Lula da Silva e dos governadores do Pará, Ana Júlia Carepa; do Amapá, Waldez Góes; do Acre, Binho Marques; de Mato Grosso, Blairo Maggi; do Amazonas, Eduardo Braga; de Rondônia, Ivo Cassol; do Maranhão, Jackson Lago; de Roraima, José de Anchieta Júnior; e do Tocantins, Marcelo Miranda.
O 2º Fórum ocorreu em 07 de agosto de 2008 no Centro de Eventos do Pantanal, em Cuiabá (MT). O 3º Fórum aconteceu em 14 de novembro de 2008 no Centro Cultural dos Povos da Amazônia, em Manaus. Em 12 e 13 de fevereiro de 2009, o 4º Fórum foi realizado em Boa Vista (RR).
Em 26 de junho de 2009, o 5º Fórum ocorreu em Palmas (TO). Em 15 de dezembro de 2009, o 6º Fórum foi realizado em Macapá. O 7º Fórum aconteceu em 12 de março de 2010 em Porto Velho (RO).
O 16º Fórum se deu em 26 e 27 de outubro de 2017 em Rio Branco (AC). Em 28 e 29 de março de 2018, o 17º Fórum teve sua sede em Macapá. O 18º Fórum se deu em Palmas nos dias 1º e 2 de agosto de 2019 . O 19º fórum foi feito em São Luís (MA) entre 27 e 28 de novembro de 2019.

## Consórcio da Amazônia Legal
O Consórcio Interestadual de Desenvolvimento Sustentável da Amazônia Legal (CAL) é uma autarquia na modalidade de associação pública, tendo sido constituído em 29 de março de 2019 e criado por leis estaduais estabelecidas em 2017. Têm como associados os nove estados da Amazônia Legal: Acre, Amapá, Amazonas, Mato Grosso, Maranhão, Pará, Rondônia, Roraima e Tocantins.
A decisão dos governadores dos nove estados amazônicos pela criação do Consórcio Interestadual de Desenvolvimento Sustentável da Amazônia Legal foi tomada durante o 13º Fórum de Governadores, ocorrido em janeiro de 2017, na cidade de Macapá (AP). 
No 14º Fórum de Governadores, na cidade de Porto Velho (RO), os governadores assinaram o Protocolo de Intenções, primeiro documento oficial para a criação do Consórcio Amazônia Legal, por ocasião do 14º Fórum de Governadores, na cidade de Porto Velho – RO.  Este Protocolo deu origem a Projetos de Leis que foram submetidos às Assembleias Legislativas dos estados da Amazônia legal, aprovadas entre junho e setembro de 2017. 
O Estatuto do Consórcio define que o mesmo é composto de: 
- Assembleia Geral dos Governadores,
- Conselho de Administração,
- Conselho Fiscal,
- Secretaria Executiva
- Câmaras Setoriais.

O Consórcio da Amazônia Legal foi o terceiro existente no Brasil, que já tinha a experiência de outros dois modelos: o Brasil Central e o do Nordeste.
Dentre as finalidades do Consórcio da Amazônia Legal destacam-se a integração de políticas e iniciativas na área de segurança pública, com ênfase nas regiões de fronteira; o desenvolvimento de projetos de infraestrutura e logística com vistas à integração da região e inserção nacional e internacional; a atuação integrada para a captação de investimentos e ampliação das fontes de recursos voltadas ao fomento da Amazônia, à conservação de sua biodiversidade, florestas e clima e ao desenvolvimento de projetos voltados à economia de baixo carbono, entre outras.